# Джин Гарлоу
Гарлін Карпентер, англ. Harlean Harlow Carpenter, відома під іменем Джин Га́рлоу (англ. Jean Harlow МФА: [ˈd͡ʒin ˈhɑrloʊ̯], нар. 3 березня 1911 — пом. 7 червня 1937) — американська кіноакторка. Одна з найуспішніших акторок кінокомпанії «Metro-Goldwyn-Mayer» 1930-х, образом веселої та яскравої жінки-вамп із підкресленою сексуальністю Гарлоу завоювала величезну популярність, статус секс-символу десятиліття та прізвиська «Платинова блондинка» й «Білява бомба». За 10-літню кінокар'єру знялася в 36 фільмах, у 6 з яких її партнером був Кларк Ґейбл. У 1999 році Американський інститут кіномистецтва назвав Джин Гарлоу однією з найбільших кінозірок століття.

## Біографія
Гарлін Карпентер народилася 3 березня 1911 року в Канзас-Сіті, штат Міссурі, у родині стоматолога Монклера Карпентера і Джин По (до шлюбу Гарлоу) на прізвисько Мама Джин, дочки заможного брокера. Ім'я «Гарлін» було гібридом імені й прізвища її матері, Джин Гарлоу. У дитинстві Гарлін жила з батьками у великому особняку її дідуся в Канзас Ситі. Гарлін мала слабке здоров'я, у 5 років перехворіла менінгітом. Вона була дуже близька з матір'ю, що була нещаслива в шлюбі й сконцентрувалася на вихованні дочки.
У 1916 році Гарлін пішла в приватну школу місс Барстоу в Канзас-Сіті. Мати мріяла про акторську кар'єру, через що врешті розлучилася у вересні 1922 році, отримала одноосібне право опіки над Гарлін і заборонила колишньому чоловіку спілкуватися з дочкою, хоча надалі Гарлін таємно зустрічалася з батьком. У 1923 році Гарлін переїхала з матірю в Голлівуд. Однак зробити кар'єру акторки матері не вдалося. Через два роки, коли закінчилися гроші, вони повернулися в Канзас-Ситі. Літо 1925 року Гарлін провела в дитячому таборі Ча-Тон-Ка в Мічигані й захворіла на скарлатину. 
Мати одружилася з власником готелю Маріно Белло й переїхала з ним у Чикаго. Гарлін відправили в школу Феррі Голл Скул у прилеглому місті Лейк-Форест. Там було прийнято, щоб учениці старших класів, так звані «старші сестри», брали шефство над молодшими. Наставниця 15-літньої Гарлін восени 1926 року познайомила її з багатим спадкоємцем Чарльзом Фримонтом Макгрю. Гарлін почала з ним стосунки і, попри незадоволення матері, наприкінці 1927 року одружилися. У червні 1929 року розлучилася і переїхала в будинок матері й вітчима. 
2 липня 1932 року одружилася з продюсером MGM Полом Берном, а через два місяці чоловік застрелився з маячною передсмертною запискою. Причиною самогубства називають імпотенцію 42-літнього Берна — розтин показав, що він мав фізичне ушкодження. Подальше розслідування з'ясувало, що Берн довгий час був у стосунках з психічно хворою Дороті Міллет, яку представляв як свою дружині, платив їй щомісяця 250 доларів і яка зникла в ніч його самогубства.
Через зв'язок з легендарним важкоатлетом Максом Баєром його дружина, акторка Дороті Данбар, пригрозила розлученням і викликати Гарлоу в суд. Керівництво MGM поспішно організувало шлюб Гарлоу зі своїм штатним кінооператором Гарольдом Россоном. Вони одружилися 13 вересня 1933 року й через сім місяців розлучилися. 
На початку 1937 року Гарлоу захворіла на грип. Хоча вже незабаром вона одужала, хвороба послабила організм, і почалися серйозні проблеми із нирками. Згодом припускали, що в неї протягом всього життя були слабкі нирки внаслідок перенесеної скарлатини. У 1937 Гарлоу відкладала візит до лікаря, щоб завершити зйомки фільму «Саратоґа». Улітку 1937 року вона почувалась погано на знімальному майданчику. Її терміново відвезли в госпіталь Доброї Самаритянки, де діагностували хронічну та невиліковну уремію. Гарлоу прожила ще кілька днів й 7 червня 1937 року померла від набряку мозку у 26 років на вершині популярності.
Похована в меморіальному парку Forest Lawn у Каліфорнії. Надгробок оплатив актор Вільям Павелл, з яким у акторки в останні два роки були стосунки. Кларк Ґейбл і Лайонел Беррімор, які підтримували теплі відносини з Гарлоу, оплакували її як рідню. Незакінчені сцени з Гарлоу у кінокартині «Саратоґа» були дозняті з дублеркою далеким планом.
Раптова смерть Джин Гарлоу викликала масу чуток: наприклад, що її мати, фанатична християнка, нібито перешкоджала лікарям надавати дочці медичну допомогу (медичні звіти про хворобу Гарлоу, опубліковані на початку 1990-х, показали, що вона одержала відповідне лікування). Плітки про те, що проблеми із нирками були наслідком того, що Пол Берн бив її, також є вигадкою.

## Кар'єра
Гарлін Гарлоу переїхала з першим чоловіком до Беверлі Гіллз, де заприятелювала з акторкою-початківицею Розалі Рій. Підвозячи Рій до кіностудії Fox, Гарлоу сиділа в автомобілі, а високопоставлені менеджери студії побачили її, проходячи повз, і запропонували прийти на кінопроби. Пропозиція не дуже зацікавила орієнтовану на шлюб і материнство Гарлоу, однак Рій уклала з нею парі, завдяки якому Гарлоу вирушила на студію й зареєструвалася у відділі кадрів під ім'ям матері — Джин Гарлоу.

### Перші роботи, прорив

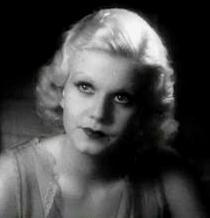
У фільмі «Червоний пил»

Спочатку Гарлоу ігнорувала дзвінки з кіностудії, але за наполяганням матері погодилася знятися як статистка у фільмі «Узи честі», у 1928 році дебютувавши в кіно. Її ім'я не згадали в титрах, а гонорар склав лише 7 доларів на день. Того ж року 17-літня Гарлоу знялася як модель у фотографа Едвіна Гессера в Гриффіт-парку, практично ню.
У 1929 році Гарлоу взяла участь у 14 картинах, у переважно дрібних епізодичних ролях. Серед її перших картин були комедія «Дитя суботнього вечора», де головну роль виконала зірка Paramount Pictures Клара Боу, і німий короткометражний фільм «Дворазове ох» з Лорелом і Гарді, популярним комічним дуетом 1920-х.
У 1929 через знайомого актора Джеймса Гола Гарлоу познайомилася з авіатором, режисером і майбутнім мультимільйонером Говардом Г'юзом. Того часу кіноіндустрію починало завойовувати новомодне звукове кіно, і Г'юз вирішив зняти звукову версію своєї німої картини «Ангели пекла». Він шукав заміну акторці Греті Ніссен — остання грала в німому варіанті фільму, але через сильний норвезький акцент втратила шанси продовжити кар'єру у звуковому кіно. На зустрічі Гарлоу зацікавила Г'юза. 24 жовтня 1929 року вона підписала з ним контракт строком на п'ять років і приступила до зйомок.
Ця картина, що стала проривом для Гарлоу, була унікальною для свого часу — Г'юз вклав у виробництво запаморочливих трюків у повітрі близько 4 мільйонів доларів, що зробило «Ангелів пекла» найдорожчим фільмом тих років. До того ж, частину сцен було знято в системі Multicolor, тобто пофарбовано в червоно-зелену колірну гаму. Це єдиний кольоровий фільм із Джин Гарлоу. Прем'єра картини пройшла при повному аншлагу 27 травня 1930 року в знаменитому голлівудському кінотеатрі «Китайський театр Граумана», а квитки коштували рекордну для тих часів суму — 11 доларів.

### Визнання

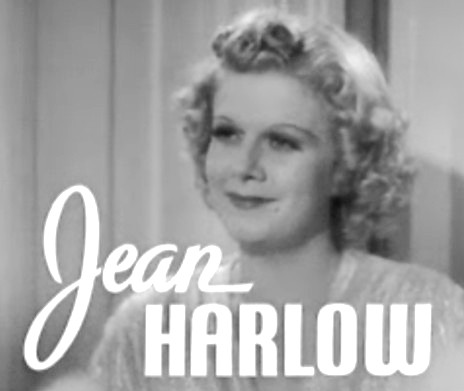
У рекламному ролику фільму «Оббрехана».

Роль блондинки Гелен, яка завела роман із двома братами-льотчиками, умить перетворила Гарлоу з непримітної старлетки на голлівудську знаменитість і принесла 19-річній акторці величезну популярність у публіки. У 1931 році вона знялася в шести фільмах, і, за винятком епізодичної появи в комедії Чапліна «Вогні великого міста», усі ці ролі були головними.
Хоча контракт Гарлоу був укладений з кінокомпанією Г'юза Caddo Company, Гарлоу знімалась в інших кіностудій — Warner Bros., Universal Pictures, Fox Film й Columbia Pictures.
Гарлоу з'явилася в кримінальних драмах «Секретна шістка» й «Ворог суспільства» (з Джеймсом Кегні), зіграла дружину боксера в мелодрамі Тода Броунінга «Залізна людина», після чого взяла участь у комедіях «Голді» і Платинова блондинка. Спочатку в останнього фільму була інша назва — «Ґаллахер» (за іменем персонажки Лоретти Янґ, яка грала у фільмі одну із головних ролей), — однак Г'юз наполіг на зміні назви, аби прорекламувати свою протеже. У результаті за Гарлоу закріпилося прізвисько Платинова блондинка, і згодом так стали називати інших білявих зірок — наприклад, Мерилін Монро й Мадонну.

Хоча фільми за участю Гарлоу мали незмінний комерційний успіх, критики висміювали її — називаючи неспроможною як акторку; головним її достоїнством вважали відверту сексуальну привабливість, а не акторську майстерність. Г'юз затурбувався, що глузування в пресі зіпсують імідж Гарлоу, і наприкінці 1931 року відправив свою підопічну в турне Східним узбережжям.

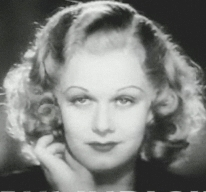
У трейлері фільму «Чернь»

Результат перевершив очікування — появи акторки незмінно супроводжувалися аншлагом, і турне протривало до початку 1932 року. Будучи вмілим ділком, Г'юз вирішив здобути із цього максимальну вигоду й відкрив у всій країні клуби за назвою «Платинова блондинка», а також призначив приз в 10 тисяч доларів тому косметологові, який зуміє створити фарбу для волосся платинового відтінку як у Гарлоу.

### Зірка MGM
Під час роботи у Г'юза Гарлоу познайомилася з продюсером MGM Полом Берном, що посприяв подальшому розквіту її кар'єри й просуванню до слави. Він запропонував Луїсу Б. Маєру перекупити контракт з Гарлоу в Г'юза, однак той недолюблював акторку і її легковажне амплуа і відмовився. Тоді Берн звернувся до Ірвінґа Талберґа, іншого впливовця в MGM, який неохоче погодився. 3 березня 1932 року — коли Гарлоу виповнилося 21 — Берн повідомив її, що кінокомпанія викупила контракт із нею в Г'юза за 30 тисяч доларів. 20 квітня 1932 року Гарлоу офіційно уклала контракт із MGM.

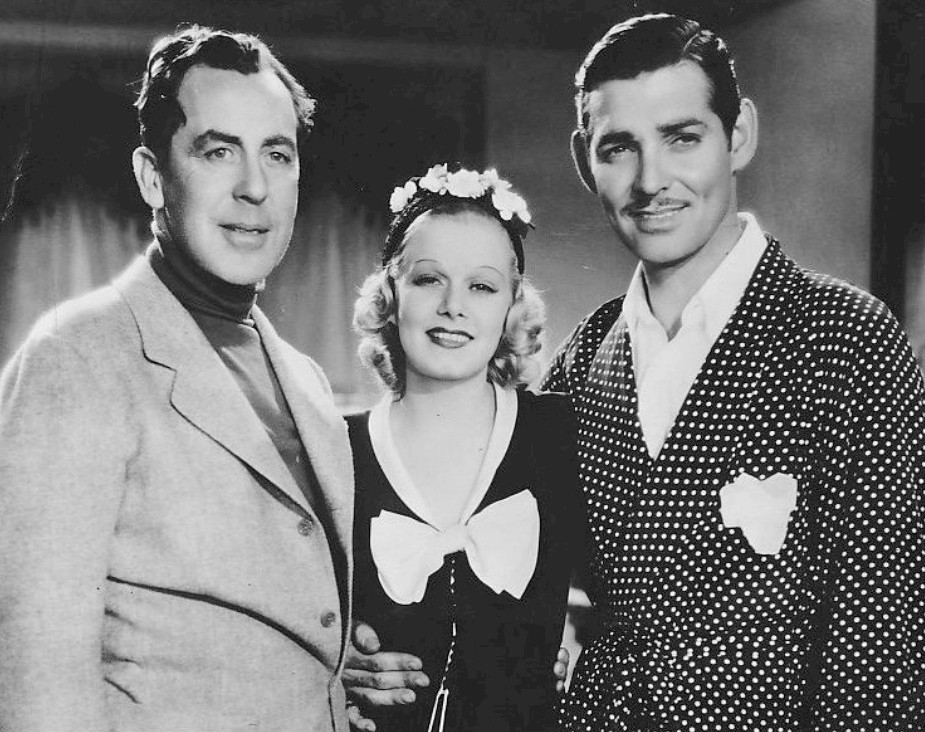
Джек Конвей, Джин Гарлоу та Кларк Ґейбл під час зйомок «Саратоґи».

Її першим фільмом на новій кіностудії стала романтична комедія «Рудоволоса бестія» з гонораром в 1,250 доларів у тиждень. Потім почалися зйомки мелодрами Віктора Флемінга «Червоний пил», де Гарлоу грала повію Вантин, закохану в плантатора Денніса (Кларк Ґейбл). Поки йшли зйомки, Берн влаштував суїцид.
Несподівана загибель Берна, однієї із найвпливовіших постатей американського кінематографу тих років, стала одним з перших голлівудських скандалів і збільшила інтерес публіки до Гарлоу. У 1933 році, знявшись у ромкомах «Обід о восьмій» й «Білява бомба», вона увійшла до числа найпопулярніших акторок Голлівуду. Слави акторці додав і скандал з важкоатлетом Максом Баєром.
У 1934 році Гарлоу знялася лише в одному фільмі. Це була комедія «Дівчина з Міссурі», історія про хористку, що намагається знайти чоловіка-мільйонера. Потім, пам'ятаючи успіх її дуетів з Ґейблом, MGM випустила ще два фільми за їх участю — мелодраму Китайські моря (1935) і комедію «Дружина проти секретарки» (1936). І ці картини, і наступні, незмінно ставали хітами, а фільми «Сюзі» й «Оббрехана» (обоє — 1936 року) одержали по номінації на премію «Оскар».

## Вшанування
У 1999 році Джин Гарлоу була названа однією із 100 найбільших кінозірок Американський інститутом кіномистецтв.
Акторка відзначена зіркою на Алеї Слави Голлівуду.
Співачка Мадонна згадує Гарлоу серед інших класичних зірок Голлівуду у своєму хіті «Vogue».

### Фільми про Джин Гарлоу
У 1965 році вийшло 2 біографічних фільми з назвою «Гарлоу». У першому її втілила Керол Бейкер, у другому Керол Лінлі. Стрічки не мали успіху. У 1978 вийшов фільм «Гарлоу і Г'юз: Ангели пекла» за участю Лінзі Блум. У 2004 році співачка Гвен Стефані дебютувала в ролі Гарлоу у фільмі «Авіатор» про життя Говарда Г'юза.

## Фільмографія
Кольором виділено фільми, які вважаються загубленими.
| Рік  | Назва українською        | Оригінальна назва      | Роль                         |
| 1937 | Саратоґа                 | Saratoga               | Керол Клейтон                |
| 1937 | Особиста власність       | Personal Property      | Кристал Ветербі              |
| 1936 | Оббрехана                | Libeled Lady           | Гледіс Бентон                |
| 1936 | Сюзі                     | Suzy                   | Сюзанна «Сюзі» Трент         |
| 1936 | Дружина проти секретарки | Wife vs. Secretary     | Гелен Вілсон                 |
| 1936 | Чернь                    | Riffraff               | Гаррієт Таттл                |
| 1935 | Безрозсудна              | Reckless               | Мона Леслі                   |
| 1935 | Китайські моря           | China Seas             | Доллі Портленд               |
| 1934 | Дівчина з Міссурі        | The Girl from Missouri | Едіт Чепмен                  |
| 1933 | Білява бомба             | Bombshell              | Лола Бернс                   |
| 1933 | Обід о восьмій           | Dinner at Eight        | Кіті Пакард                  |
| 1933 | Бережи свого чоловіка    | Hold Your Man          | Рубі Адамс                   |
| 1932 | Червоний пил             | Red Dust               | Вантін Джефферсон            |
| 1932 | Рудоволоса бестія        | Red-Headed Woman       | Ліліан Ендрюс Леджендр       |
| 1932 | Обличчя зі шрамом        | Scarface               | Блондинка в клубі «Парадайз» |
| 1932 | Міське чудовисько        | The Beast of the City  | Дейзі Стивенс                |
| 1932 | Три розумниці            | Three Wise Girls       | Кессі Барнс                  |
| 1931 | Чепурун-скнара           | Beau Hunks             | Джинні-Вінні                 |
| 1931 | Платинова блондинка      | Platinum Blonde        | Анна Шулер                   |
| 1931 | Голді                    | Goldie                 | Голді                        |
| 1931 | Залізна людина           | Iron Man               | Розі Мейсон                  |
| 1931 | Ворог суспільства        | The Public Enemy       | Гвен Аллен                   |
| 1931 | Таємнича шістка          | The Secret Six         | Енн Кортленд                 |
| 1931 | Вогні великого міста     | City Lights            | Дівчина в ресторані          |
| 1930 | Ангели пекла             | Hell's Angels          | Хелен                        |
| 1929 | Нью-йоркські ночі        | New York Nights        | В епізоді                    |
| 1929 | Слабкий але бажаючий     | Weak But Willing       | В епізоді                    |
| 1929 | Це зветься любов'ю       | This Thing Called Love | В епізоді                    |
| 1929 | Парад кохання            | The Love Parade        | В епізоді                    |
| 1929 | Дитя суботнього вечора   | The Saturday Night Kid | Хезел                        |
| 1929 |                          | Bacon Grabbers         | Пані Кеннеді                 |
| 1929 |                          | Thundering Toupees     | В епізоді                    |
| 1929 | Дворазове ох             | Double Whoopee         | В епізоді'                   |
| 1929 | Нецілований              | The Unkissed Man       | В епізоді                    |
| 1929 | Схована гармонія         | Close Harmony          | В епізоді                    |
| 1929 |                          | Why Is a Plumber?      | В епізоді                    |
| 1929 | Навіщо бути добрим?      | Why Be Good?           | В епізоді                    |
| 1929 | Утікачі                  | Fugitives              | В епізоді                    |
| 1929 | Воля                     | Liberty                | В епізоді                    |
| 1928 | Погоня за чоловіками     | Chasing Husbands       | В епізоді                    |
| 1928 | Морячок Моран            | Moran of the Marines   | В епізоді                    |
| 1928 | Узи честі                | Honor Bound            | В епізоді                    |